# Okręg wyborczy nr 14 do Sejmu Rzeczypospolitej Polskiej (1991–1993)
Okręg wyborczy nr 14 do Sejmu Rzeczypospolitej Polskiej (1991–1993) obejmował województwo leszczyńskie i zielonogórskie. W ówczesnym kształcie został utworzony w 1991. Wybieranych było w nim 11 posłów w systemie proporcjonalnym.
Siedzibą okręgowej komisji wyborczej była Zielona Góra.

## Wybory parlamentarne 1991
Głosowanie odbyło się 27 października 1991.
| Komitet wyborczy                                      | Komitet wyborczy                                                  | Głosów | %     | Mandaty | Wybrani posłowie                        |
| ----------------------------------------------------- | ----------------------------------------------------------------- | ------ | ----- | ------- | --------------------------------------- |
|                                                       | Sojusz Lewicy Demokratycznej                                      | 41 401 | 14,74 | 2       | Tadeusz Biliński, Zbigniew Gorzelańczyk |
|                                                       | Polskie Stronnictwo Ludowe Sojusz Programowy                      | 39 194 | 13,95 | 2       | Józef Zych, Janusz Maćkowiak            |
|                                                       | Wyborcza Akcja Katolicka                                          | 32 962 | 11,73 | 1       | Marek Jurek                             |
|                                                       | Unia Demokratyczna                                                | 32 469 | 11,56 | 1       | Tomasz Szczepuła                        |
|                                                       | Porozumienie Obywatelskie Centrum                                 | 21 560 | 7,67  | 1       | Roman Bartoszcze                        |
|                                                       | Kongres Liberalno-Demokratyczny                                   | 12 097 | 4,31  | 1       | Andrzej Zarębski                        |
|                                                       | Polska Partia Przyjaciół Piwa                                     | 11 301 | 4,02  | 1       | Marek Kłoczko                           |
|                                                       | Konfederacja Polski Niepodległej                                  | 11 280 | 4,01  | 1       | Iwona Zakrzewska                        |
|                                                       | Niezależny Samorządny Związek Zawodowy „Solidarność”              | 9996   | 3,56  | –       |                                         |
|                                                       | Unia Wielkopolan i Lubuszan                                       | 9019   | 3,21  | 1       | Józef Bąk                               |
|                                                       | Lista Prezesa Zbigniewa Morawskiego                               | 8379   | 2,98  | –       |                                         |
|                                                       | Solidarność Pracy                                                 | 7235   | 2,58  | –       |                                         |
|                                                       | Chrześcijańska Demokracja                                         | 6658   | 2,37  | –       |                                         |
|                                                       | Unia Polityki Realnej                                             | 6301   | 2,24  | –       |                                         |
|                                                       | Zdrowa Polska – Sojusz Ekologiczny                                | 5973   | 2,13  | –       |                                         |
|                                                       | Porozumienie Ludowe                                               | 4955   | 1,76  | –       |                                         |
|                                                       | Partia Chrześcijańskich Demokratów                                | 3850   | 1,37  | –       |                                         |
|                                                       | Partia Wolności                                                   | 3225   | 1,15  | –       |                                         |
|                                                       | Stronnictwo Demokratyczne                                         | 3018   | 1,07  | –       |                                         |
|                                                       | Polska Partia Ekologiczna – Zieloni                               | 2925   | 1,04  | –       |                                         |
|                                                       | Wyborczy Blok Mniejszości                                         | 1333   | 0,47  | –       |                                         |
|                                                       | Koalicja Polskiej Partii Ekologicznej i Polskiej Partii Zielonych | 1268   | 0,45  | –       |                                         |
|                                                       | Grupa Kandydatów Niezależnych                                     | 1075   | 0,38  | –       |                                         |
|                                                       | Stronnictwo Narodowe                                              | 1065   | 0,38  | –       |                                         |
|                                                       | Ruch Chrześcijańsko-Społeczny „Przymierze”                        | 868    | 0,31  | –       |                                         |
|                                                       | Blok Ludowo-Chrześcijański                                        | 777    | 0,28  | –       |                                         |
|                                                       | Polski Związek Zachodni                                           | 774    | 0,28  | –       |                                         |
| Frekwencja: 42,10% Źródło: Państwowa Komisja Wyborcza |                                                                   |        |       |         |                                         |